# Zębiełek wydłużony
Zębiełek wydłużony (Crocidura elongata) – gatunek owadożernego ssaka z rodziny ryjówkowatych (Soricidae). Występuje endemicznie w Indonezji, na wyspie Celebes w jej południowej i środkowej części. Zamieszkuje górskie i nizinne lasy deszczowe, najczęściej powyżej wysokości 1000 m n.p.m. Toleruje pewien stopień zakłócenia siedlisk, więc można spotkać go w zdegradowanych i wtórnych lasach na niższych wysokościach. Uważa się, że aktywny jest głównie nocą. Nic nie wiadomo na temat ekologii tego ssaka. Manuel Ruedi i Peter Vogel w 1995 r. opisali dwa różne kariotypy: 2n = 30, FN = 56 dla samców z nizinnych lasów i 2n = 34, FN = 60 dla mniejszych samic z górskich biotopów. Ruedi zasugerował, że jeden ze wzorów może reprezentować nowy gatunek. W Czerwonej księdze gatunków zagrożonych Międzynarodowej Unii Ochrony Przyrody i Jej Zasobów został zaliczony do kategorii LC (niższego ryzyka), jednak niszczenie lasów, rozwój górnictwa i przekształcanie naturalnych siedlisk na tereny rolnicze, mogą być zagrożeniem dla lokalnych populacji tego gatunku.